# J2 League
J. League Division 2 er den næstbedste fodboldrække i Japan. 

## 2012
- Montedio Yamagata
- Mito HollyHock
- Tochigi
- Thespa Kusatsu
- JEF United Ichihara Chiba
- FC Machida Zelvia
- Tokyo Verdy
- Yokohama
- Shonan Bellemare
- Ventforet Kofu
- Matsumoto Yamaga FC
- Kataller Toyama
- Gifu
- Kyoto
- Gainare Tottori
- Fagiano Okayama
- Tokushima Vortis
- Ehime
- Giravanz Kitakyushu
- Avispa Fukuoka
- Oita Trinita
- Roasso Kumamoto

## Resultater
| Sæson | Champions           | Runner-up           | Third place        |
| 1999  | Kawasaki Frontale   | Tokyo               | Oita Trinita       |
| 2000  | Consadole Sapporo   | Urawa Red Diamonds  | Oita Trinita       |
| 2001  | Kyoto Purple Sanga  | Vegalta Sendai      | Montedio Yamagata  |
| 2002  | Oita Trinita        | Cerezo Osaka        | Albirex Niigata    |
| 2003  | Albirex Niigata     | Sanfrecce Hiroshima | Kawasaki Frontale  |
| 2004  | Kawasaki Frontale   | Omiya Ardija        | Avispa Fukuoka     |
| 2005  | Kyoto Purple Sanga  | Avispa Fukuoka      | Ventforet Kofu     |
| 2006  | Yokohama            | Kashiwa Reysol      | Vissel Kobe        |
| 2007  | Consadole Sapporo   | Tokyo Verdy         | Kyoto Sanga        |
| 2008  | Sanfrecce Hiroshima | Montedio Yamagata   | Vegalta Sendai     |
| 2009  | Vegalta Sendai      | Cerezo Osaka        | Shonan Bellmare    |
| 2010  | Kashiwa Reysol      | Ventforet Kofu      | Avispa Fukuoka     |
| 2011  | F.C. Tokyo          | Sagan Tosu          | Condsadole Sapporo |